# Тегураморі Макото
Макото Тегураморі (яп. 手倉森 誠, нар. 14 листопада 1967, Ґонохе) — японський футболіст, що грав на позиції півзахисника і футбольний тренер.

## Клубна кар'єра
Починав займатися футболом в рідному місті в шкільній команді. У чемпіонаті Японії серед вищих шкіл 1985 року став чвертьфіналістом і був включений в символічну збірну турніру.
У 1986 році перейшов в клуб «Сумітомо Металс», пізніше перейменований в «Касіма Антлерс», в його складі виступав у вищому та першому дивізіонах чемпіонату Японії. В кінці своєї кар'єри виступав за «НЕК Ямагата» в нижчих дивізіонах.

### Тренерська кар'єра
Після завершення ігрової кар'єри працював у тренерському штабі клубів «НЕК Ямагата», «Ойта Трініта» та «Вегалта Сендай».
У лютому 2008 року, після відставки Тацуя Мотідзукі, очолив клуб «Вегалта Сендай», на наступний рік привів його до перемоги в першому дивізіоні і вивів у Джей-Лігу, в тому ж році став півфіналістом Кубку Імператора. У 2012 році разом з командою завоював срібні медалі чемпіонату країни. У наступному сезоні клуб виступав невдало, посівши лише 13-е місце і в листопаді 2013 року тренер покинув команду.
В жовтні 2013 року призначений тренером олімпійської збірної Японії. У 2016 році привів команду до перемоги на молодіжному (U23) чемпіонаті Азії, тим самим збірна кваліфікувалася на Олімпіаду у Ріо-де-Жанейро. На самому олімпійському турнірі очолювана Тегураморі команда не змогла подолати груповий етап.

## Особисте життя
У Макото є брат-близнюк, Хіросі, який теж був футболістом і грав за «Касіма Антлерс».

## Досягнення

### Тренер
- Переможець першого дивізіону Японії: 2009
- Срібний призер чемпіонату Японії: 2012
- Переможець молодіжного (U23) чемпіонату Азії: 2016
- Володар Кубка Чемпіонів Таїланду: 2022